# Rio Camboriú (Santa Catarina)
O rio Camboriú é um curso de água do estado de Santa Catarina, no Brasil. Corta o município de Camboriú no sentido oeste–leste e desagua no município de Balneário Camboriú.

## Topônimo

Do tupi: kamburi, robalo (espécie de peixe), e 'y, rio. Ambos os termos estão em relação genitiva, o que dá a ideia de origem, pertencimento, e enseja a inversão dos termos (conforme indicam as setas).

O topônimo "Camboriú" tem origem na língua tupi. Significa "rio dos robalos", através da junção de kamuri ou kamburi (robalo) e  'y (rio), formando o que na gramática do tupi é conhecida como uma relação genitiva..

## Geografia e ciência

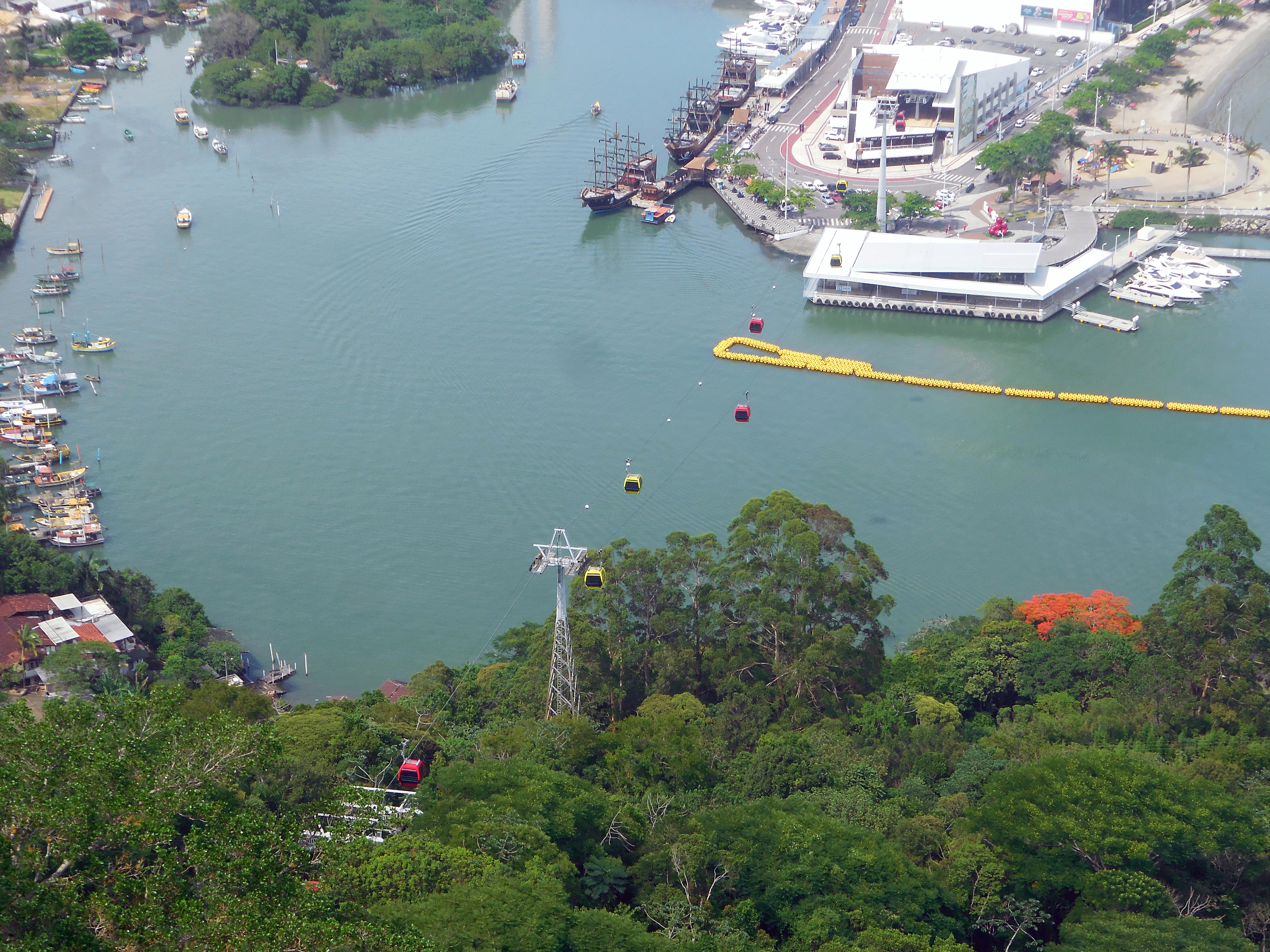
Teleférico do Parque Unipraias sobre a foz do rio Camboriú

O rio Camboriú é formado por várias nascentes existentes nos rios do Braço, Meio e dos Macacos. Ao longo das encostas dos morros e motanhas ocorrem cachoeiras e alguns ecossistemas, como é o caso da floresta Atlântica, que possui uma grande importância pela sua fauna e flora. Entre o rio e o mar, ocorrem manguezais que são responsáveis pelo início de boa parte da vida que existe no mar catarinense.
O rio Camboriú tem importância estratégica para o desenvolvimento dos municípios de Camboriú e Balneário Camboriú, situados no litoral centro-norte do estado de Santa Catarina. É nele que se localiza o principal sistema de captação e instalação para tratamento de água que abastece estas cidades. Este fato imprime elevada importância a este rio, requerendo, em função da qualidade e disponibilidade do manancial de água, estudos e administração adequada dos recursos ali existentes.

## Problemas
O rio Camboriú vem sofrendo grandes problemas nas últimas décadas devido exploração não controlada do homem dos recursos naturais, tais como a madeira; o granito, que é retirado nas encostas de morros da bacia do rio Camboriú, causando erosões; a agricultura, que, na produção de arroz, represa indevidamente a água e despeja grande quantidade de agrotóxicos na água.
Outro problema que ameaça a rio Camboriú é falta de tratamento de esgoto na cidade de Camboriú, onde o rio tem o seu maior percurso. Além do que uma parte do rio e a sua foz estão na cidade de Balneário Camboriú, onde o homem extraiu quase toda a camada protetora às margens do rio, destruindo o ecossistema ali presente.